# Pessoa (direito)
Pessoa é um vocábulo provavelmente de origem etrusca, destinado a indicar algo como o ser humano, do qual proveio o termo em latim persona, que originalmente significava a ‘máscara, figura, personagem de teatro, papel representado por um ator’, e daí assumiu o significado de ser humano. Entre os juristas romanos, passou a se designar ‘ser que tem direitos e obrigações’.

## Sujeito de direito
Antes de adentrar o estudo do termo pessoa física, é preciso ressaltar que tal conceito juntamente com a noção de pessoa jurídica são categorias do gênero sujeito de direito ou entidade. Esse termo é dotado de duas cargas de significação aparentemente contrapostas. De um lado, o sujeito de direito pode ser entendido como o indivíduo apto a ser submetido ao poder de outrem, ou a uma ordem. De outro, pode ser compreendido como o indivíduo capaz de raciocinar, agir 2:livremente e dominar os objetos do mundo. O segundo significado tornou-se o mais recorrente .. Deve-se destacar também a existência de críticas à figura do sujeito de direito. Existem estudos que atacam esse "instituto" sob o argumento de que seria um elemento ideológico que procura legitimar o sistema capitalista, escondendo desigualdades sociais, exploração e dominação, amparado por uma suposta ideia de igualdade e liberdade para todos. Em suma, pode-se afirmar: "no âmbito jurídico, o termo sujeito de direito indica as entidades às quais um ordenamento jurídico atribui a faculdade de adquirir e exercer direitos e também de assumir e cumprir obrigações. Não podemos, porém, esquecer as críticas à função social desse conceito, feitas pelas disciplinas que realizam leituras externas do direito".
Entidade é uma pessoa pública ou privada. Quando se tratando de Entidade pública é formada pela administração indireta.  Quando se quer falar algo sobre um grupo de empresas (público ou privadas), geralmente se dá o termo entidade por ser o termo mais genérico. A entidade se diferencia de um órgão, tendo em vista que órgão não existe sozinho, não tendo personalidade jurídica autônoma. Os órgãos fazem parte tanto da administração indireta, quanto da administração direta.

## Personalidade jurídica e capacidade de exercício
Antes de dar sequência à análise do conceito de pessoa física (natural), também é necessário tecer alguns comentários sobre a diferenciação entre personalidade e capacidade de exercício (de fato). Enquanto a personalidade deve ser compreendida como uma aptidão para adquirir direitos e confere a extensão da personalidade. Toda pessoa é dotada de personalidade, a qual se inicia com o nascimento, embora os direitos do nascituro sejam resguardados pela ordem jurídica. Porém a capacidade de fato, ou extensão da personalidade, é que varia de acordo com as características do indivíduo. Um exemplo que ilustra isso é a diferenciação entre menores de 16 anos, maiores de 16 e menores de 18, e maiores de 18 anos. Enquanto os menores de 16 anos são absolutamente incapazes para a prática de atos perante o direito, os maiores de 16 e menores de 18 são relativamente incapazes, podendo, por exemplo, praticar atos quando assistidos pelos responsáveis legais. Já os maiores de 18 anos possuem capacidade para todos os atos da vida civil, salvo exceções previstas em lei (como os pródigos, os ébrios habituais e viciados em tóxicos; lei 13.146/2016).

## Pessoa física ou pessoa natural
Segundo Maria Helena Diniz, pessoa física ou pessoa natural "é o ser humano considerado como sujeito de direitos e obrigações". Todo ser humano é dotado de personalidade jurídica e, portanto, é um sujeito de direito.
Conforme Sílvio de Salvo Venosa, "a personalidade jurídica é projeção da personalidade íntima, psíquica de cada um; é projeção social da personalidade psíquica, com consequências jurídicas". Porém, e em acréscimo, o Direito também confere personalidade a outros entes, formados por conjuntos de pessoas ou patrimônio. A estas, dá-se o nome de pessoas jurídicas. Ressalte-se, ademais, que as pessoas físicas também são chamadas de pessoas naturais.
Como visto acima, porém, embora todo ser humano seja dotado da qualidade de sujeito de direito a partir do nascimento e até a morte, nem todos podem exercer pessoalmente seus direitos. Como leciona Dimitri Dimoulis, "o ordenamento jurídico leva em consideração características da pessoa: idade, situação mental, condição física e nacionalidade, sendo que, em séculos passados, eram também analisados os critérios do sexo, da cor da pele e da situação econômica". São as modulações da capacidade de exercício dos direitos, as quais são reguladas pelo Código Civil (as principais disposições pertinentes ao tema estão abaixo elencadas).

## Pessoa jurídica ou coletiva
O termo pessoa jurídica é utilizado na ciência jurídica para designar uma entidade que pode ser detentora de direitos e obrigações e à qual se atribui personalidade jurídica. No direito brasileiro, sua regulamentação encontra grande parte do fundamento legal no Código Civil desse país, entre outros documentos normativos. No direito português, utiliza-se mais comumente o termo pessoa coletiva, como ocorre no respectivo Código Civil ou na denominação do tributo português "Imposto sobre o Rendimento de Pessoas Coletivas (IRC)" .

## Extinção da Personalidade
Como consta no art. 6° do Código Civil brasileiro, o marco da extinção da personalidade é a morte, sob uma das seguintes formas:
- Morte real, quando há cessação da atividade cerebral, atestada por profissional médico, como consta no art. 3° da Lei 9.434, de 1997.
- Morte presumida, sem declaração de ausência, nos termos do art. 7º do Código Civil brasileiro, nas seguintes hipóteses:

- se for extremamente provável a morte de quem estava com a vida em perigo;
- se alguém, desaparecido em campanha ou feito prisioneiro, não for encontrado até dois anos após o termino da guerra;
- quando ocorre um fato que torne impossível saber ao certo quem faleceu primeiro, caso em que, nos termos do art. 8º do Código Civil brasileiro, presumir-se-ão todos simultaneamente mortos.